# Тандзут (Армавір)
Тандзут (вірм. Տանձուտ) — село в марзі Армавір, на заході Вірменії. Село розташоване за 9 км на південний схід від міста Армавір, за 2 км на південний схід від села Айгешат та за 2 км на північний захід від села Аргаванд.